# Nick Whitby
Nick Whitby (* 1963 in London) ist ein britischer Dramatiker und Drehbuchautor.

## Leben
Whitby studierte englische Literatur an der University of Oxford. Bereits während seiner Studienzeit schrieb er erste Theaterstücke. Sein Debüt war 1984 das Stück Bolivia, das am Old Red Lion Theatre in London uraufgeführt wurde. Erfolgreich wurde sein Stück Dirty Dishes aus dem Jahr 1985, das auch internationale Aufführungen erlebte, so wurde es am Schillertheater in Berlin unter Beteiligung von Sebastian Koch gezeigt, die österreichische Erstaufführung fand unter der Regie von Augustin Jagg 1997 statt. Mit seiner eigenen Theater-Produktionsfirma True West unternahm Whitby 2008 unter anderem eine England-Tournee seines Stücks Am Spielfeld.
Im Jahr 2008 wurde Whitbys Stück Sein oder Nichtsein, eine Adaption des Films Sein oder Nichtsein von Ernst Lubitsch, am Broadway uraufgeführt. In Deutschland fand die Erstaufführung 2009 am Deutschen Theater Berlin und in Österreich am 15. März 2012 in den Wiener Kammerspielen statt.
Whitby ist auch als Drehbuchautor für Film und Fernsehen tätig. Zusammen mit Eddie Izzard schrieb er Sketche für die Sean’s Show und für Smack the Pony und schrieb gemeinsam mit Izzard 1997 für Channel 4 die surreale Sitcom Cows, die jedoch bereits nach dem Pilotfilm abgesetzt wurde. Sein Dokudrama Last Flight To Kuwait wurde 2007 auf BBC ausgestrahlt.
Whitby lebt mit seiner Familie in Cornwall.

## Werke

### Theaterstücke
- 1984: Bolivia
- 1985: Dirty Dishes
- 2000: To the Green Fields Beyond
- 2002: The Devil’s Dancing Hour
- 2008: Am Spielfeld (Pitchside)
- 2008: Sein oder Nichtsein (To Be or Not to Be)
- 2010: Medusa the Celt

### Filmografie als Drehbuchautor
- 1989–1990: Boon
- 1992–1993: Sean’s Show
- 1997: Cows
- 1999–2003: Smack the Pony
- 2002: A Small Miracle
- 2004: Gladiatress
- 2007: The Last Flight to Kuwait